# Les Sagramentàries
|  | Aquest article tracta sobre l'edifici de Vic. Si cerqueu congregació religiosa, vegeu «Adoratrius Perpètues del Santíssim Sagrament». |

les Sagramentàries és un conjunt d'edificis a la ciutat de Vic (Osona) protegits com a Bé Cultural d'Interès Local i organitzats al voltant d'un claustre, de planta baixa, dos pisos superiors i sotacoberta, format pel convent i l'església amb planta de creu llatina i d'una sola nau. La façana del carrer de l'Escola núm. 11, és d'una ampliació de 1961, de planta baixa i tres pisos.